# Bâgé-la-Ville
Bâgé-la-Ville – miejscowość i dawna gmina we Francji, w regionie Owernia-Rodan-Alpy, w departamencie Ain. W 2013 roku populacja ówczesnej gminy wynosiła 3236 mieszkańców. 
W dniu 1 stycznia 2018 roku z połączenia dwóch ówczesnych gmin – Bâgé-la-Ville oraz Dommartin – utworzono nową gminę Bâgé-Dommartin. Siedzibą gminy została miejscowość Bâgé-la-Ville.